# Saint-Thibaut (Aisne)
Saint-Thibaut is een plaats en voormalige gemeente in het Franse departement Aisne in de regio Hauts-de-France en telt 63 inwoners (2009). De plaats maakt deel uit van het arrondissement Soissons.

## Geschiedenis
Saint-Thibaut fuseerde op 1 januari 2022 met Bazoches-sur-Vesles tot de commune nouvelle Bazoches-et-Saint-Thibaut.

## Geografie
De oppervlakte van Saint-Thibaut bedraagt 4,1 km², de bevolkingsdichtheid is dus 15,4 inwoners per km².
De onderstaande kaart toont de ligging van Saint-Thibaut (Aisne) met de belangrijkste infrastructuur en aangrenzende gemeenten.

## Demografie
Onderstaande figuur toont het verloop van het inwonertal (bron: INSEE-tellingen).
Vanwege een beveiligingsprobleem met de MediaWiki Graph-software is het momenteel niet mogelijk deze grafiek weer te geven. Zodra de software is bijgewerkt zal de grafiek vanzelf weer zichtbaar worden.